# North Falmouth
North Falmouth – miejscowość (Census-designated place) w Stanach Zjednoczonych, w stanie Massachusetts, w hrabstwie Barnstable, będąca częścią miasta Falmouth.  Położona jest na półwyspie Cape Cod nad Zatoką Buzzards. W roku 2013 zamieszkana przez 3084 mieszkańców.
W zachodniej części miejscowości rozciągają się prywatne plaże.

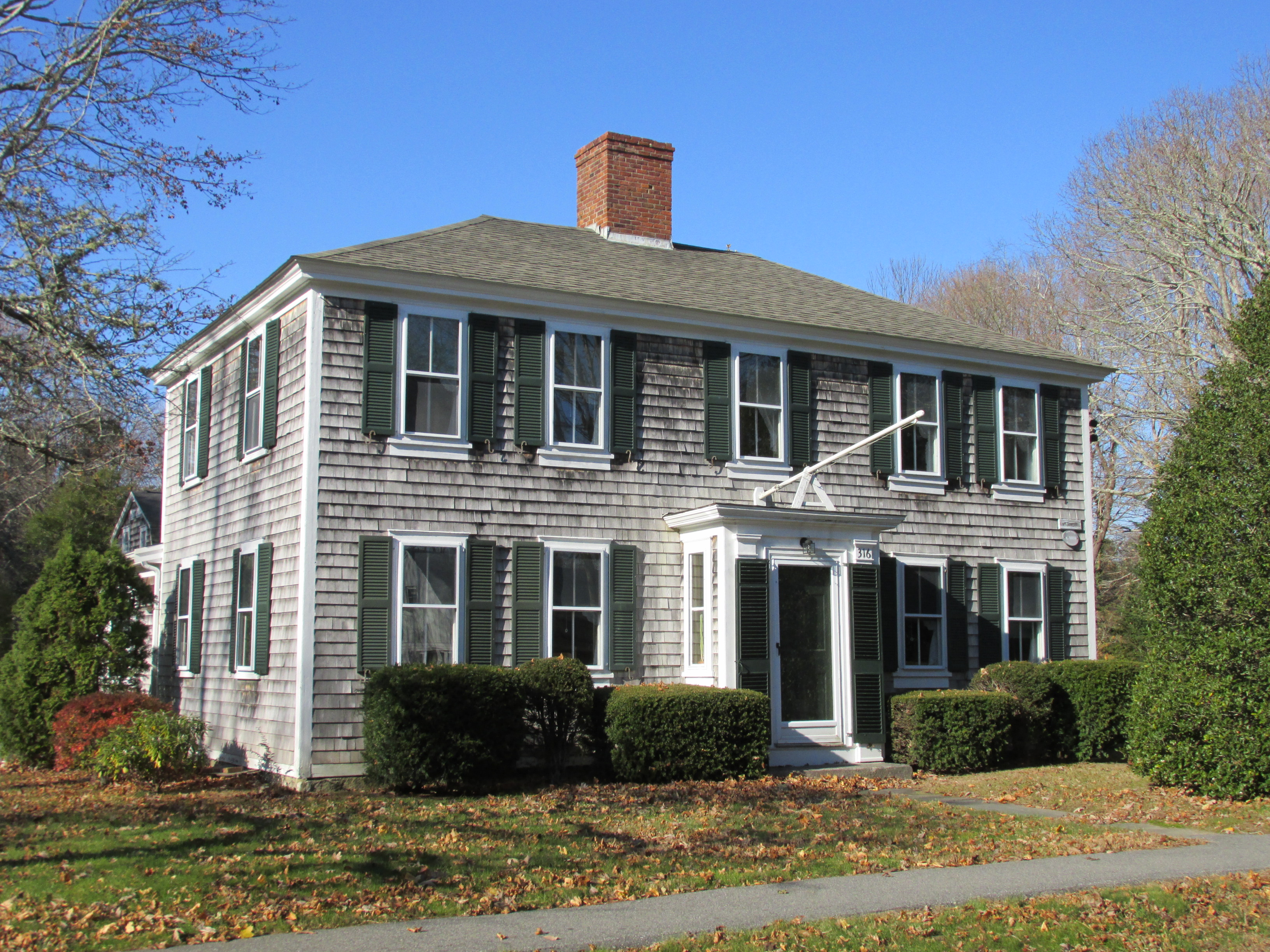
Dom Kapitana Jamesa Nye

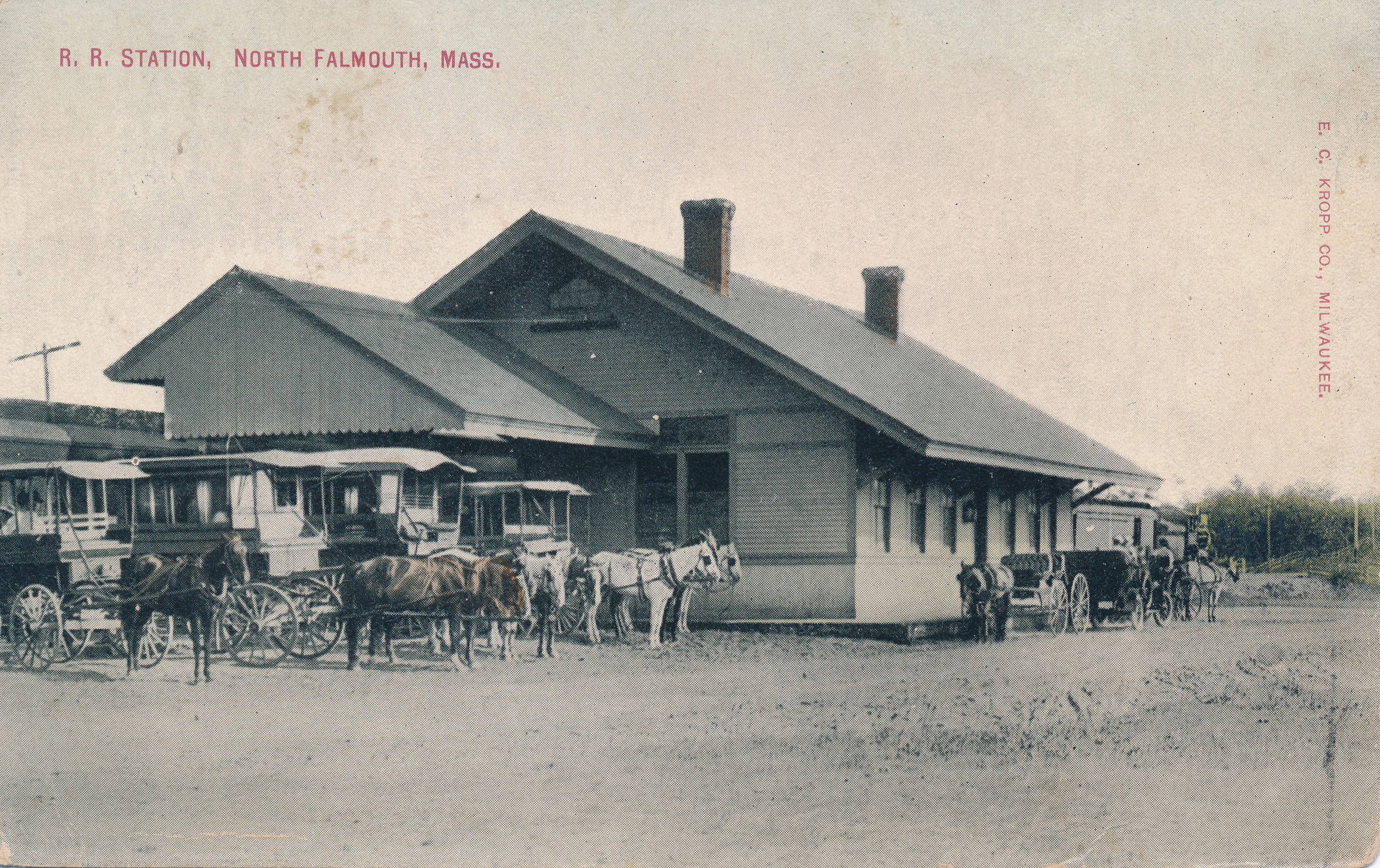
Dworzec kolejowy ok. 1909 r.

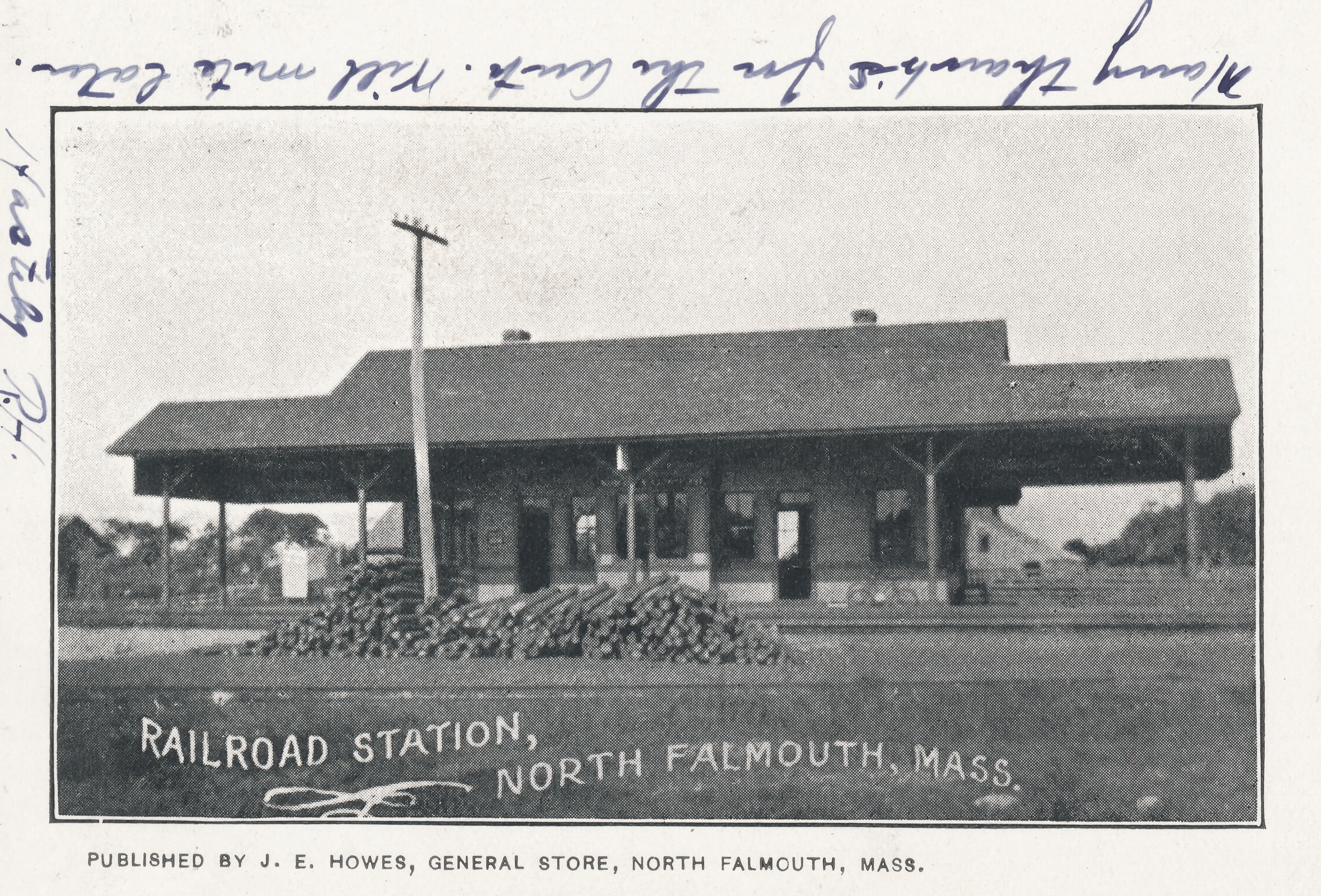
Dworzec kolejowy na starej widokówce

## Ludzie związani z North Falmouth
- Gordon Willis – operator filmowy, laureat Oscara (2010)[2]